# Serie Simple (videojuegos)
La Serie Simple (SIMPLEシリーズ- "Simple Series", (Simple 1500, Simple 2000, etc.)) es una extensa serie de videojuegos de consola de bajo presupuesto, publicados en Japón por la compañía D3 Publisher y desarrollados por varias empresas, para una amplia variedad de sistemas.  El precio de los juegos en yen (sin impuestos) es incluido en el título de la serie. Por ejemplo, los juegos de la serie Simple 2000 cuestan 2000¥. 
Los primeros juegos de esta serie fueron publicados para la consola PlayStation, bajo el título Simple 1500. Estos juegos eran simplemente interpretaciones genéricas de juegos con temática común, como mahjong, tennis o Carreras. A medida que la serie se fue extendiendo, se fueron desarrollando Videojuegos mejor elaborados, con diseños y conceptos originales e inusuales. 
Generalmente, los juegos de la Serie Simple son producidos con un bajo presupuesto y con muy poco tiempo de desarrollo. Esto le permite a los productores experimentar y materializar algunas de sus ideas. Un ejemplo de esto es el juego titulado The Daibijin, en el cual, una mujer en bikini ataca una ciudad. Este juego llamó la atención más por su premisa que por sus gráficos.
Un de los productores de D3 Publisher aseveró que la Serie Simple no podrá continuarse en sistemas de séptima generación. Sin embargo recientemente salió un juego de la Serie Simple para Wii.

## Juegos Destacados
Algunos de los juegos de la Serie Simple se han vuelto muy populares fuera de Japón por varias razones, ya sea por su mecánica de juego o por enmarcar alguna idea llamativa. Uno de estos juegos es The OneChanbara y sus secuelas, así como Global Defence Force. El motor gráfico de estos últimos es el mismo utilizado en Gigantic Drive y tuvieron mayor calidad que los demás juegos de la serie. Ambos han tenido secuelas para la consola Xbox 360, sin embargo, estas secuelas aparecen tituladas con el sufijo "X" (OneChanbara X y Earth Defense Force X)